# 周日清
周日清是中國民間傳說人物，设定为清朝乾隆帝在民間所认的乾兒子，但亦有說他其實是乾隆帝的私生子，又或是宮內太監。
有關「周日清」的故事，最早出自清末侠义、公案小说《聖朝鼎盛萬年青》。小说第一回，周日清与乾隆帝在瑞龙镇偶遇、相交。得到寡母黄氏允许后，乾隆帝收十五岁的周日清为乾兒子，带其巡游江南。
其後不少电影、電視劇均有這個角色出現。在粵語有歇後語「乾隆王契仔：周日清」，意思是指別人花錢很快，一天就花光。

## 相關文藝
- 1976年邵氏電影《乾隆皇奇遇記》
- 電視劇《契爺皇帝》（夏雨飾乾隆帝；阮兆輝飾周日清）
- 電視劇《幕後大老爺》（陳山聰飾乾隆帝；王維德飾周日清）
- 電視劇《滿清十三皇朝之乾隆》（黃元申飾乾隆帝；駱達華飾周日清）
- 電視劇《大內群英續集》（萬梓良飾乾隆帝；陳植槐飾周日清）
- 電視劇《皇上保重》（劉德華飾乾隆帝；夏雨飾周日清）
- 電視劇《御用閒人》（魏骏杰飾乾隆帝，吴家乐饰周日清）
- 電視劇《风流才子纪晓岚》（朱泳腾饰乾隆帝，伍松饰周日青）